# Джейкоб Шаффельбург
Джейкоб Шаффельбург (англ. Jacob Shaffelburg; нар. 26 листопада 1999, Кентвілл) — канадський футболіст, нападник американського клубу «Нашвілл» та національної збірної Канади.
Виступав також за клуб «Торонто».
Чемпіон Канади.

## Клубна кар'єра
Народився 26 листопада 1999 року в місті Кентвілл. Вихованець юнацької команди «Валлей Юнайтед». З 2012 року гравець юнацької команди США «Нашвілл». У січні 2014 року Джейкоб перейшов до футбольної академії клубу «Спортінг Канзас-Сіті», цього ж року виступав і за «Мангеттен».
З 2016 року Шаффельбург, гравець юнацької команди «Торонто».
У 2017 році Джейкоб дебютував за фарм-клуб «Торонто».
з 2018 по 2019 роки канадець виступає за нижчолігові клуби Канади та США.
У дорослому футболі дебютував 2019 року виступами за команду «Торонто», в якій провів три сезони, взявши участь у 48 матчах чемпіонату.
До складу клубу «Нашвілл» приєднався 2022 року на правах оренди. Після сезону в складі «Нешвіллу», клуб скористався правом викупу гравця на сезон 2023 року та підписав з ним контракт на чотири роки до 2027 року. Станом на 13 липня 2024 року відіграв за команду з Нашвілла 54 матчі в національному чемпіонаті.

## Виступи за збірну
26 лютого 2020 року Шаффельбург був включений до попереднього складу збірної Канади U-23 для участі в кваліфікаційному відборі КОНКАКАФ серед чоловіків 2020 року на Літні Олімпійські ігри 2024 року.
2020 року дебютував в офіційних матчах у складі національної збірної Канади.
У складі збірної був учасником розіграшу Кубка Америки 2024 року у США. 4 липня 2024 Джейкоб відзначився голом в 1/4 фіналу проти збірної Венесуели, основний час завершився внічию 1–1, а по пенальті канадці переграли венесульців. У півфіналі канадці поступились майбутнім переможцям аргентинцям, а в матчі за третє місце поступились по пенальті уругвайцям.
| Дата       | Місто         | Господарі  | Результат               | Гості             | Турнір                                              | Голи | Примітки  |
| ---------- | ------------- | ---------- | ----------------------- | ----------------- | --------------------------------------------------- | ---- | --------- |
| 11-1-2020  | Ірвайн        | Барбадос   | 1 – 4                   | Канада            | товариський матч                                    | -    | 70'       |
| 10-10-2021 | Кінгстон      | Ямайка     | 0 – 0                   | Канада            | Відбір до ЧС 2022                                   | -    | 89'       |
| 13-10-2021 | Торонто       | Канада     | 4 – 1                   | Панама            | Відбір до ЧС 2022                                   | -    | 81'       |
| 11-11-2022 | Манама        | Бахрейн    | 2 – 2                   | Канада            | товариський матч                                    | -    | 89'       |
| 27-6-2023  | Торонто       | Канада     | 2 – 2                   | Гваделупа         | Кубок КОНКАКАФ 2023 - 1-й етап                      | -    | 65'       |
| 2-7-2023   | Х'юстон       | Гватемала  | 0 – 0                   | Канада            | Кубок КОНКАКАФ 2023 - 1-й етап                      | -    | 65' 90+6' |
| 9-7-2023   | Цинциннаті    | США        | 2 – 2 д.ч. (3 – 2 п.п.) | Канада            | Кубок КОНКАКАФ 2023 - чвертьфінал                   | 1    | 86'       |
| 23-3-2024  | Фриско        | Канада     | 2 – 0                   | Тринідад і Тобаго | Ліга націй КОНКАКАФ 2023—2024 - Плей-оф             | 1    | 70'       |
| 6-6-2024   | Роттердам     | Нідерланди | 4 – 0                   | Канада            | товариський матч                                    | -    | 46'       |
| 9-6-2024   | Бордо         | Франція    | 0 – 0                   | Канада            | товариський матч                                    | -    | 84'       |
| 20-6-2024  | Атланта       | Аргентина  | 2 – 0                   | Канада            | Копа Америка 2024 - 1-й етап                        | -    | 59'       |
| 25-6-2024  | Канзас-Сіті   | Перу       | 0 – 1                   | Канада            | Копа Америка 2024 - 1-й етап                        | -    | 46'       |
| 29-6-2024  | Орландо       | Канада     | 0 – 0                   | Чилі              | Копа Америка 2024 - 1-й етап                        | -    | 46'       |
| 5-7-2024   | Арлінгтон     | Венесуела  | 1 – 1 (3 - 4 п.п.)      | Канада            | Копа Америка 2024 - чвертьфінал                     | 1    | 36' 62'   |
| 10-7-2024  | Іст-Ратерфорд | Аргентина  | 2 – 0                   | Канада            | Копа Америка 2024 - півфінал                        | -    | 55'       |
| 13-7-2024  | Шарлотт       | Канада     | 2 – 2 (3 – 4 п.п.)      | Уругвай           | Копа Америка 2024 - матч за 3-тє місце              | -    |           |
| 7-9-2024   | Канзас-Сіті   | США        | 1 – 2                   | Канада            | товариський матч                                    | 1    | 67'       |
| 15-10-2024 | Торонто       | Канада     | 2 – 1                   | Панама            | товариський матч                                    | -    | 66'       |
| 15-11-2024 | Парамарибо    | Суринам    | 0 – 1                   | Канада            | Ліга націй КОНКАКАФ 2024-2025 - 1/8 фіналу          | -    | 78'       |
| 19-11-2024 | Торонто       | Канада     | 3 – 0                   | Суринам           | Ліга націй КОНКАКАФ 2024-2025 - чвертьфінал         | 2    | 81'       |
| 20-3-2025  | Інглвуд       | Канада     | 0 – 2                   | Мексика           | Ліга націй КОНКАКАФ 2024-2025 - півфінал            | -    | 60'       |
| 23-3-2025  | Інглвуд       | Канада     | 2 – 1                   | США               | Ліга націй КОНКАКАФ 2024-2025 - Матч за третє місце | -    | 66'       |
| 7-6-2025   | Торонто       | Канада     | 4 – 2                   | Україна           | товариський матч                                    | -    | 64'       |
| Усього     |               | Матчів     | 23                      |                   | Голів                                               | 6    |           |

## Титули і досягнення
- Чемпіон Канади (1):

«Торонто»: 2020